# Ulaid

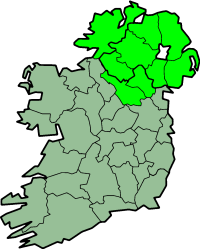
La moderna provincia del Úlster, cuyo nombre provienes de los Ulaid, sombreada en verde.

Los Ulaid (antiguo irlandés, ˈʊləðʲ; irlandés actual Ulaidh, ˈʊləɣʲ fueron un pueblo de la antigua Irlanda que dieron su nombre a la actual provincia del Úlster (irlandés moderno Cuige Uladh, pron. ˈkuːiɡʲə ˈʊləɣ, "provincia" [literalmente "quinto"] "de los Ulaid"; la palabra inglesa "Ulster" deriva del irlandés Ulaid y del nórdico antiguo staðr, "lugar, territorio"). Ulaid es un nombre plural, lo que lo identifica más como un etnónimo que como un término geográfico. Estos Ulaid corresponden posiblemente los a Ούολουντοι (Uolunti) mencionados por Ptolomeo en el siglo II en su Geographia, probablemente una corrupción de Ούλουτοι (Uluti). El nombre de este pueblo deriva probablemente de ul, "barba". El consenso académico general apunta a que estos Ulaid estaban emparentados con los denominados Érainn, al menos sus familias reales, los Clanna Dedad, aunque no necesariamente la población. T. F. O'Rahilly creía firmemente en que los Ulaid eran una rama real de los Érainn. En cualquier caso, sí que estaban relacionados con los Ulaid otro pueblo conocido como los Dáirine, nombre que designaba a la realeza de los Érainn, y que derivaba de los Darini de Ptolomeo. Se considera probable que los Ulaid y sus linajes llegaran a Irlanda desde Gran Bretaña como guerreros procedentes de la cultura celta de La Tène. Most La Tène finds in Ireland are in the north.
El uso de la palabra cuige, primitivo cóiced, literalmente "quinto", con el significado de "provincia", implica la existencia de una pentarquía en algún momento de la prehistoria de Irlanda, habitadas estas partes por pueblos como los Ulaid, los Connachta (Connacht) y los Laigin (Leinster), la región de Mumu (Munster), y la provincia central de Mide. En su momento de esplendor, el territorio Ulaid alcanzaba las riberas del Boyne por el sur y las tierras de Leitrim por el oeste. Sin embargo, esta pentarquía ya había desaparecido en el siglo V, cuando disponemos de las primeras fuentes históricas. Los Ulaid aún controlaban un importante territorio en los condados de Antrim, y Louth, aunque las fronteras eran bastante cambiantes. Su principal dinastía eran los Dál Fiatach, con su centro en Downpatrick, Condado de Down. El nombre Ulaid adquirió un sentido geográfico adicional, de tal forma que el término rí Ulad, "rey de los Ulaid", podría designar al rey de Dál Fiatach, o al rey supremo del nordeste, muchos de los cuales procedían de dinastías Cruthin tales como los Dál nAraidi y los Uí Echach Cobo (los Dál nAraide llegaron a reivindicarse en sus alteradas geneaologías como na fir Ulaid, "los auténticos Ulaid"). El resto de la antigua provincia cayó en manos de las dinastías de Airgíalla y de las ramas septentrionales de los Uí Néill. Los Ulaid como grupo étnico diferenciado, representado principalmente por los Dál Fiatach, sobrevivieron hasta la conquista normanda de 1177, encabezada por el anglonormando John de Courcy.
Los genealogistas medievales irlandesas trazaban la descendencia de los Ulaid desde el legendario Resy Supremo Rudraige mac Sithrigi. Los Ulaid protagonizan varias leyendas y tradiciones históricas irlandesas correspondientes a la época prehistórica, especialmente el conjunto de relatos y sagas conocidas como Ciclo del Úlster. Estas historias se desarrollan durante el reinado de Conchobar mac Nessa, que gobernó el Úlster desde su capital de Emain Macha (Navan Fort, cerca de Armagh) y relatan los enfrentamientos con los Connachta de Connacht, gobernados por la reina Medb y su esposo Ailill mac Máta. El gran héroe Cú Chulainn, sobrino de Conchobar es el principal héroe de estas sagas, que alcanzan su clímax en la historia conocida como Táin Bó Cúailnge, "El robo del ganado de Cooley".
En algunas de estas historias se hace coincidir las fechas de nacimiento y fallecimiento del rey con las de Cristo, lo que crea un aparente anacronismo, ya que los Connachta históricos fueron un grupo de tribus descendientes de Conn Cétchathach, un Rey Supremo de Irlanda cuyo reinado se sitúa en el siglo II de nuestra era. Sin embargo, la cronología que figura en las antiguas tradiciones históricas irlandeses suele ser inconsistente y artificial. Un antiguo relato convierte a Fergus mac Léti, predecesor de Conchobar, en contemporáneo de Conn, y en una obra sobre la vida de San Patricio escrita por Tírechán en el siglo VII, consta que Cairbre Nia Fer, yerno de Conchobar en las sagas, vivió sólo cien años antes que el santo (siglo IV.
Kenneth Jackson, basándose en sus estimaciones sobre la supervivencia de la tradición oral, ha sugerido igualmente que el Ciclo del Úlster se habría originado en el siglo IV. Otros expertos, siguiendo las tesis de T. F. O'Rahilly, proponen que las sagas del Ciclo del Úlster derivan de las guerras que tuvieron lugar en los siglos IV y siglo V entre los Ulaid del Úlster, los Connachta de Connacht y las emergentes dinastías de los Uí Néill (familia que descendía en última instancia de los Connachta a través de Niall de los nueve rehenes), al final de las cuales, el territorio de los Ulaid se redujo considerablemente tras el nacimiento de los reinos de Airgíalla (Oriel), Tyrconnell y Tirowen. La historia tradicional señala a los Tres Collas, tres retataranietos de Conn como los principales impulsores de estos hechos. Los tres Collas, tras derrotar al rey Ulaid Fergus Foga en Achad Lethderg (Condado de Monaghan), conquistaron todo el territorio Ulaid al oeste del río Newry y del Lough Neagh, e incendiaron Emain Macha, donde ya no volvió a reinar ningún Ulaid. Los Anales de los cuatro maestros sitúan estos hechos en el año 331. O'Rahilly y sus seguidores, creen que los Collas serían los alter ego literarios de los hijos de Niall Noígiallach, epónimo fundador de los Uí Néill, que habrían sido los auténticos conquistadores de Emain en el siglo V.
Hay que señalar que los reyes de Tara citados en el Ciclo del Úlster son los parientes de los Ulaid, los Érainn, y aparecen retratados de manera simpatética, especialmente Conaire Mór. En aquella época ni los Connachta ni los Uí Néill habían conseguido hacerse con el trono. Tara fue posteriormente ocupada por los Laigin, conjunto de tribus que habitaban Leinster y que aparecen de alguna forma vinculados a los Connachta en el Ciclo. Por otra parte, los Érainn, regidos por Cú Roí, habitaban las distantes tierras de Munster y, aunque enemigos a muerte de los Ulaid, generalmente se les trata con un interés y simpatía poco usuales.